# Alberto Custerlina
Alberto Custerlina (Trieste, 6 ottobre 1965) è uno scrittore italiano.

## Biografia
È stato finalista 2009 al Premio Camaiore di Letteratura Gialla con il suo romanzo d'esordio Balkan Bang!.
I suoi primi tre romanzi rientrano nel genere noir e danno una dettagliata descrizione dei panorami balcanici.
Nel 2013 esce nelle librerie con il primo volume di una trilogia storica intitolata "All'ombra dell'Impero - Il segreto del Mandylion".
Nel 2014, ha vinto il Premio Selezione Bancarella 2014 ed è quindi stato tra i sei finalisti del Premio Bancarella 2014.
Nel 2016, con La carovana dei prodigi, secondo volume della trilogia, è finalista del Premio Emilio Salgari di Letteratura avventurosa.
Dal numero di gennaio del 2014 collabora con una rivista d'arte, Il Massimiliano, con una serie di racconti centrati su aneddoti realmente accaduti ad artisti famosi.

## Opere

### Romanzi
- Balkan Bang![3] (Perdisa Pop, 2008) ISBN 978-88-8372-453-4 (ristampato nel gennaio 2010 per i tipi della Arnoldo Mondadori Editore nella collana Segretissimo)
- Mano nera (Baldini Castoldi Dalai, 2010) ISBN 978-88-6073-630-7
- Cul-de-sac[1][4] (Baldini Castoldi Dalai, 2011) ISBN 88-6620-106-5
- All'Ombra dell'Impero - Il segreto del Mandylion (Baldini&Castoldi, 2013) ISBN 88-6852-036-2
- All'Ombra dell'Impero - La carovana dei prodigi (Baldini&Castoldi, 2015) ISBN 978-88-6865-719-2

### Racconti
- Il pesce più grosso (pubblicato nell'antologia Lama e Trama 2010, Perdisa Pop, 2010) ISBN 978-88-8372-488-6